# 중화인민공화국 주재 외국공관 목록

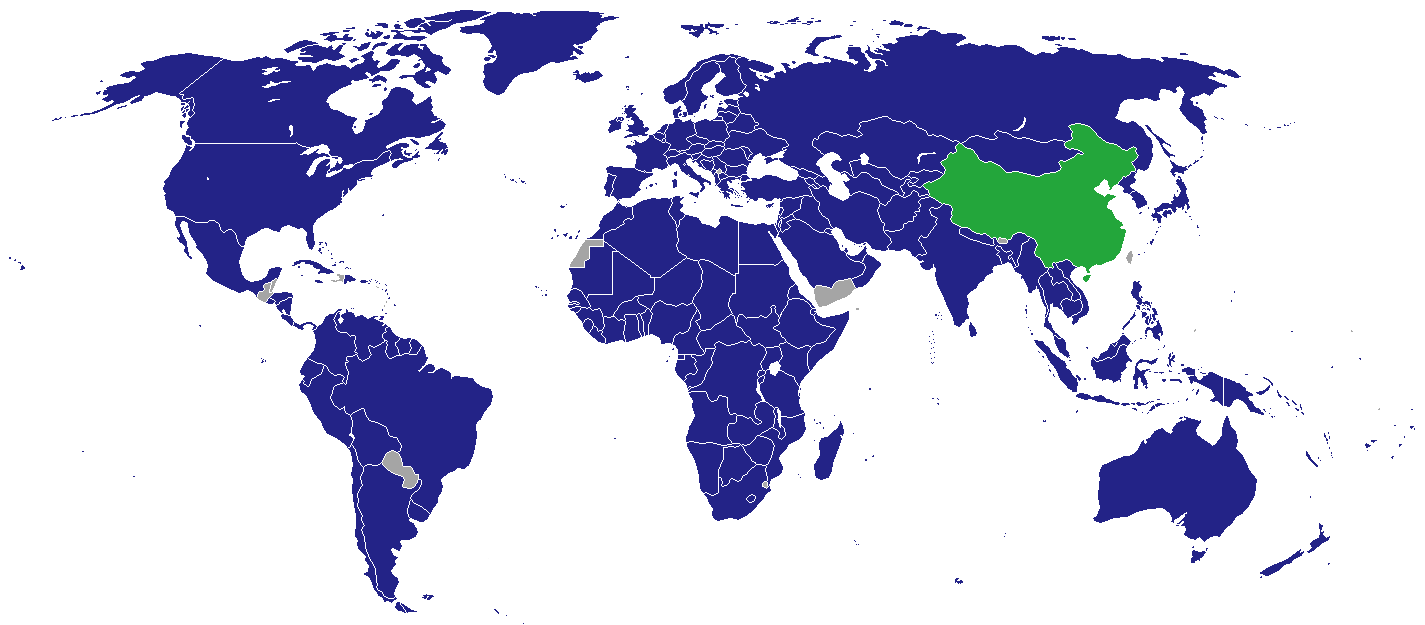
중화인민공화국 주재 외국공관

중화인민공화국 주재 외국공관 목록(中華人民共和國 駐在 外國公館 目錄)은 중화인민공화국에 주재하는 외국공관(대사관 및 영사관)과, 중화인민공화국과 외교관계는 수립했으나 중화인민공화국에 공관을 설치하지 않은 국가에 대해 다룬다. 수도 베이징에 165개국 대사관이 있다.

## 주 베이징 시 외국대사관
| - 아프가니스탄 - 알바니아 - 알제리 - 앙골라 - 아르헨티나 - 아르메니아 - 오스트레일리아 - 오스트리아 - 아제르바이잔 - 바하마 - 바레인 - 방글라데시 - 바베이도스 - 벨라루스 - 벨기에 - 베냉 - 볼리비아 - 보스니아 헤르체고비나 - 보츠와나 - 브라질 - 브루나이 - 불가리아 - 부룬디 - 캄보디아 - 카메룬 - 캐나다 - 카보베르데 - 중앙아프리카 공화국 - 차드 - 칠레 - 콜롬비아 - 코모로 - 콩고 공화국 - 콩고 민주 공화국 - 코스타리카 - 코트디부아르 - 크로아티아 - 쿠바 - 키프로스 - 체코 - 덴마크 - 지부티 | - 도미니카 공화국 - 도미니카 연방 - 에콰도르 - 이집트 - 적도 기니 - 에리트레아 - 에스토니아 - 에티오피아 - 피지 - 핀란드 - 프랑스 - 가봉 - 조지아 - 독일 - 가나 - 그리스 - 그레나다 - 기니 - 기니비사우 - 가이아나 - 헝가리 - 아이슬란드 - 인도 - 인도네시아 - 이란 - 이라크 - 아일랜드 - 이스라엘 - 이탈리아 - 자메이카 - 일본 - 요르단 - 카자흐스탄 - 케냐 - 조선민주주의인민공화국 - 대한민국 (대사관) - 쿠웨이트 - 키르기스스탄 - 라오스 - 라트비아 - 레바논 - 레소토 | - 라이베리아 - 리비아 - 룩셈부르크 - 북마케도니아 - 마다가스카르 - 말라위 - 말레이시아 - 몰디브 - 말리 - 몰타 - 모리타니 - 모리셔스 - 멕시코 - 미크로네시아 연방 - 몰도바 - 몽골 - 몬테네그로 - 모로코 - 모잠비크 - 미얀마 - 나미비아 - 네팔 - 네덜란드 - 뉴질랜드 - 니제르 - 나이지리아 - 노르웨이 - 오만 - 파키스탄 - 팔레스타인 - 파푸아뉴기니 - 페루 - 필리핀 - 폴란드 - 포르투갈 - 카타르 - 루마니아 - 러시아 - 르완다 - 사모아 - 사우디아라비아 | - 세네갈 - 세르비아 - 세이셸 - 시에라리온 - 싱가포르 - 슬로바키아 - 슬로베니아 - 소말리아 - 남아프리카 공화국 - 남수단 - 스페인 - 스리랑카 - 수단 - 수리남 - 스웨덴 - 스위스 - 시리아 - 타지키스탄 - 탄자니아 - 태국 - 동티모르 - 토고 - 통가 - 트리니다드 토바고 - 튀니지 - 튀르키예 - 투르크메니스탄 - 우간다 - 우크라이나 - 아랍에미리트 - 영국 - 미국 - 우루과이 - 우즈베키스탄 - 바누아투 - 베네수엘라 - 베트남 - 예멘 - 잠비아 - 짐바브웨 - 파나마 |

### 중화인민공화국 베이징 시 주재 국제 기구 또는 외국 정부 대표부
- 유럽 연합 (대표부)
- 아이티 (상무발전부)[1]

## 영사관 / 총영사관

### 쓰촨성청두시
| - 오스트레일리아 - 체코 - 프랑스 - 독일 - 이스라엘 | - 대한민국 (관할 지역: 쓰촨성, 충칭, 구이저우성, 윈난성) - 뉴질랜드 - 파키스탄 - 폴란드 | - 싱가포르 - 스위스 - 오스트리아 - 태국 - 미국 |

### 충칭시
| - 캄보디아 - 캐나다 - 덴마크 - 에티오피아 | - 헝가리 - 이탈리아 - 일본 - 네덜란드 | - 필리핀 - 영국 |

### 랴오닝성다롄시
- 일본 (주 션양 총영사관 다롄 지부)
- 대한민국 (주 션양 총영사관 다롄 출장소)

### 랴오닝성단둥 시
- 조선민주주의인민공화국 (주 션양 총영사관 영사 사무소)

### 내몽골 자치구얼롄하오터 시
- 몽골 (영사관)

### 광둥성광저우시
| - 아르헨티나 - 오스트레일리아 - 오스트리아 - 벨기에 - 브라질 - 캄보디아 - 캐나다 - 칠레 - 콜롬비아 - 콩고 공화국 - 코트디부아르 - 쿠바 - 덴마크 - 에콰도르 - 에티오피아 - 프랑스 - 독일 | - 그리스 - 인도 - 인도네시아 - 이란 - 이스라엘 - 이탈리아 - 일본 - 대한민국 (총영사관. 관할 지역: 광동 성, 광시 좡족 자치구, 푸젠성, 하이난성) - 키르기스스탄 - 쿠웨이트 - 라오스 - 말레이시아 - 말리 - 멕시코 - 네덜란드 - 뉴질랜드 - 나이지리아 | - 노르웨이 - 파키스탄 - 페루 - 필리핀 - 폴란드 - 러시아 - 싱가포르 - 스페인 - 스리랑카 - 스위스 - 태국 - 튀르키예 - 우간다 - 우크라이나 - 영국 - 미국 - 베트남 |

### 내몽골 자치구후허하오터시
- 몽골

### 홍콩 특별 행정구
홍콩 주재 외국공관 목록 참조

### 내몽골 자치구후룬부이얼 시
- 몽골 (영사관)

### 윈난성징훙 시
- 라오스 (주 쿤밍 총영사관 징훙 영사 사무소)

### 윈난성쿤밍시
| - 방글라데시 - 캄보디아 - 라오스 | - 말레이시아 - 미얀마 | - 태국 - 베트남 |

### 티베트 자치구라싸 시
- 네팔

### 마카오 특별 행정구
홍콩 주재 외국공관 목록 참조
- 앙골라
- 모잠비크
- 필리핀
- 포르투갈

### 광시 좡족 자치구난닝시
| - 캄보디아 - 라오스 | - 말레이시아 - 미얀마 | - 태국 - 베트남 |

### 산둥성칭다오시
- 일본

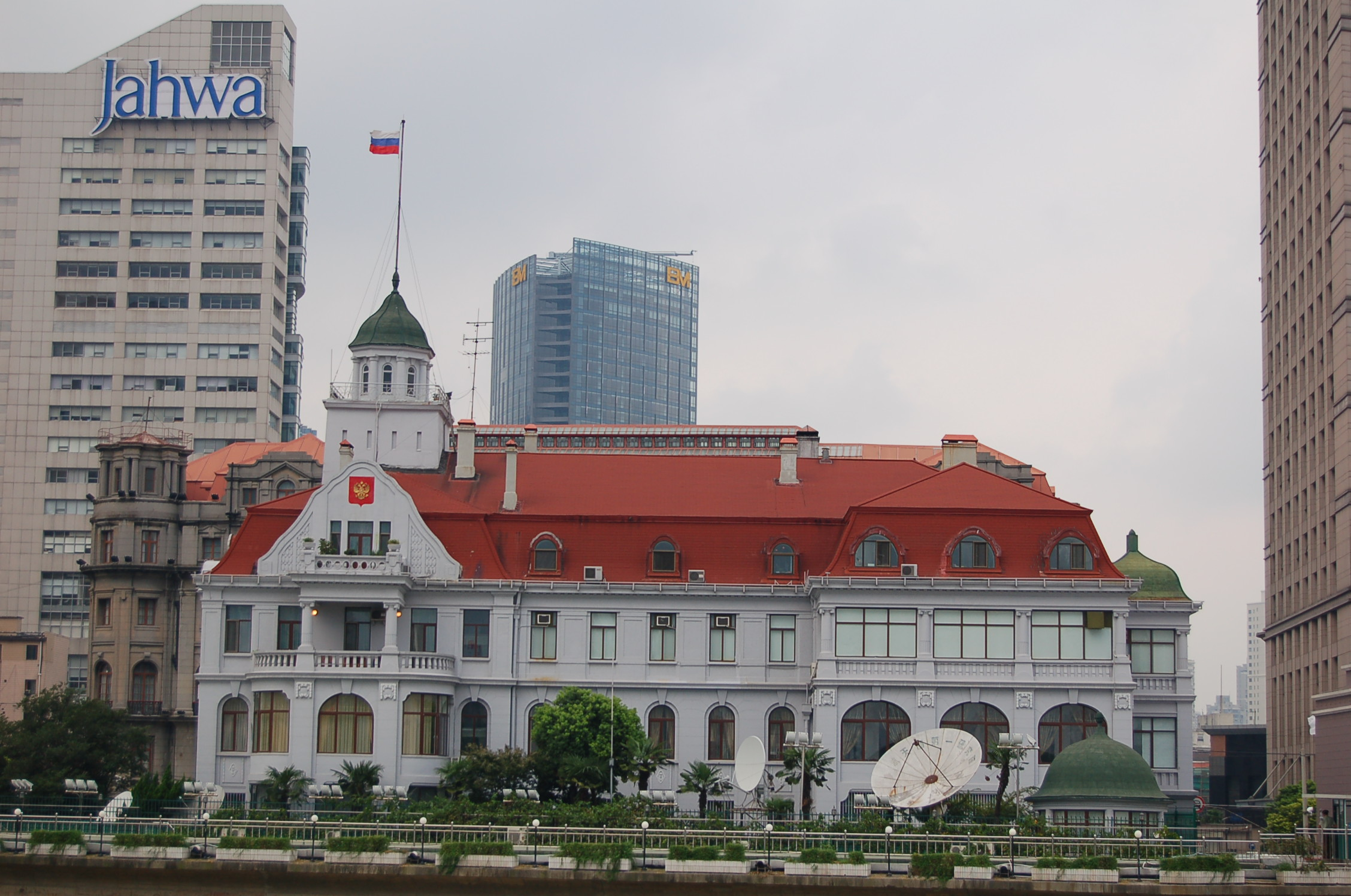
주 상하이 러시아 총영사관.

- 대한민국 (총영사관. 관할 지역: 산둥성)
- 태국

### 상하이시
| - 아르헨티나 - 오스트레일리아 - 오스트리아 - 벨라루스 - 벨기에 - 브라질 - 불가리아 - 캄보디아 - 캐나다 - 칠레 - 콜롬비아 - 쿠바 - 체코 - 덴마크 - 에콰도르 - 이집트 - 에스토니아 - 에티오피아 - 피지 - 핀란드 - 프랑스 - 독일 - 그리스 - 헝가리 | - 인도 - 인도네시아 - 이란 - 아일랜드 - 이스라엘 - 이탈리아 - 일본 - 카자흐스탄 - 대한민국 (총영사관. 관할 지역: 상하이, 저장성, 장쑤성, 안후이성) - 라오스 - 룩셈부르크 - 말레이시아 - 몰타 - 멕시코 - 몽골 (영사부) - 네덜란드 - 뉴질랜드 - 나이지리아 - 노르웨이 - 파키스탄 - 페루 - 필리핀 - 폴란드 - 포르투갈 | - 루마니아 - 러시아 - 세르비아 - 세이셸 - 싱가포르 - 슬로바키아 - 슬로베니아 (영사관) - 남아프리카 공화국 - 스페인 - 스리랑카 - 스웨덴 - 스위스 - 태국 - 튀르키예 - 우크라이나 - 아랍에미리트 - 영국 - 미국 - 우루과이 - 우즈베키스탄 - 바누아투 - 베네수엘라 - 베트남 |

### 랴오닝성선양시
| - 프랑스 - 독일 - 일본 | - 조선민주주의인민공화국 - 대한민국 (관할 지역: 랴오닝성, 지린성, 헤이룽장성) - 러시아 | - 미국 |

### 신장 위구르 자치구우루무치시
- 카자흐스탄 (비자 사무소)

### 후베이성우한시
- 프랑스
- 대한민국 (총영사관. 관할 지역: 후베이성, 후난성, 장시성, 허난성)
- 영국
- 미국

### 푸젠성샤먼시
- 필리핀
- 싱가포르
- 태국

### 산시성 (섬서성)시안시
- 캄보디아
- 대한민국 (총영사관. 관할 지역: 산시성, 간쑤성, 닝샤 후이족 자치구)
- 태국

## 같이 보기
- 중화인민공화국의 재외공관 목록